# Хејстингс (Нови Зеланд)
Хејстингс је град на Новом Зеланду. Смештен је у региону Хокс Беј на Северном острву.
Заједно са 10 километара удаљеним градом Хамилтоном чини јединствену урбану зону „Нејпијер — Хејстингс“ која се статистички води као један град и налази се на петом месту по величини са 125.000 становника.
Иако има више становника Хејстингс није центар ове зоне јер се у њему не налазе лука и аеродром.
Хејстингс је центар воћарства Новог Зеланда а у скорије време и винарства.

## Становништво
| 2001.  | 2006.  | 2013.  |
| ------ | ------ | ------ |
| 67.425 | 70.842 | 73.245 |